# Atrachorema
Atrachorema is een geslacht van schietmotten van de familie Hydrobiosidae.

## Soorten
- A. macfarlanei JB Ward, 1991
- A. mangu AG McFarlane, 1964
- A. tuarua AG McFarlane, 1966